# Coscinia powelli
Coscinia powelli är en fjärilsart som beskrevs av Charles Oberthür 1907. Coscinia powelli ingår i släktet Coscinia och familjen björnspinnare. Inga underarter finns listade i Catalogue of Life.